# Cavendishia
Cavendishia je rod zahrnující asi 100 druhů dřevitých vytrvalých rostlin, mnoho z nich jsou epifyty .

## Výskyt
Rod je původní v Jižní Americe a Střední Americe.

## Popis
Stálezelené keře s tuhými, vejčitými, celokrajnými listy.

## Vybrané druhy
- Cavendishia bracteata
- Cavendishia complectens
- Cavendishia cordifolia
- Cavendishia crassifolia
- Cavendishia martii
- Cavendishia pubescens
- Cavendishia tarapotana
- Cavendishia nobilis [1]